# 青钱柳属
青钱柳属（学名：Cyclocarya）是胡桃科下的一个属，为落叶乔木植物。该属仅有青钱柳（Cyclocarya paliurus）一种，分布于中国广东、广西、湖北、江西、安徽、浙江、四川、贵州等地。
青钱柳俗名搖錢樹，又名麻柳、青钱李，具多種藥用價值，其叶炮制成的青钱柳茶是中国名贵滋补保健药材。因青钱柳播種兩年後才萌發，所以繁殖困難，令其成為濒危品種。